# BIBFRAME
BIBFRAME (Bibliographic Framework) je datový model pro bibliografický popis. BIBFRAME byl navržen tak, aby nahradil MARC standardy, aby používal principy propojených dat a aby bibliografická data byla užitečnější jak v komunitě knihoven, tak mimo ně.

## Historie
MARC standardy, které se BIBFRAME snaží nahradit, byly vyvinuty Henriettou Avramovou v Knihovně Kongresu v USA během 60. let 20. století. V roce 1971 se formáty MARC staly národním standardem pro šíření bibliografických dat ve Spojených státech a mezinárodním standardem v roce 1973.
V provokativně nazvaném článku z roku 2002 knihovnický technolog Roy Tennant tvrdil, že „MARC musí zemřít“, přičemž poznamenal, že standard je starý; používá se pouze v rámci knihovnické komunity; a navržený tak, aby byl spíše zobrazením než formátem ukládání nebo vyhledávání. Zpráva Kongresové knihovny z roku 2008 napsala, že MARC je „založen na čtyřicet let starých technikách pro správu dat a není v souladu s dnešními styly programování.“
V roce 2012 Kongresová knihovna oznámila, že uzavřela smlouvu se společností Zepheira, která se zabývá správou dat, na vývoj propojené datové alternativy k MARC. Později téhož roku knihovna oznámila nový model nazvaný MARC Resources (MARCR). Toho listopadu knihovna vydala úplnější návrh modelu, přejmenovaný na BIBFRAME.
Knihovna Kongresu vydala BIBFRAME verzi 2.0 v roce 2016.

## Design

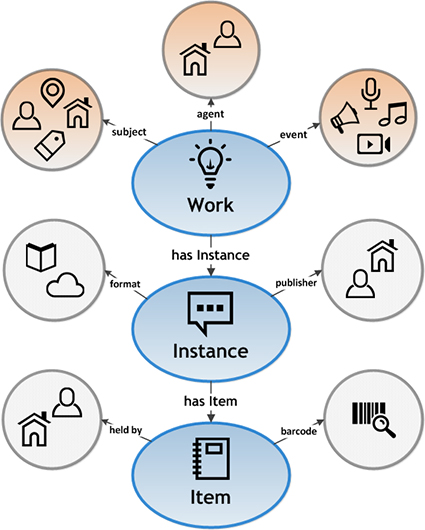
Ilustrace modelu BIBFRAME 2.0 se třemi základními úrovněmi abstrakce (modře) – dílo, instance, položka – a třemi souvisejícími třídami (v oranžové) – agent, předmět, událost.

BIBFRAME je vyjádřen v RDF a je založen na třech kategoriích abstrakce (dílo, instance, položka) se třemi dalšími třídami (agent, předmět, událost), které se vztahují k hlavním kategoriím. Zatímco entita díla v BIBFRAME může být „považována za spojení nesouvislých entit díla a výrazu“ v modelu vztahu entity IFLA Functional Requirements for Bibliographic Records (FRBR), instanční entita BIBFRAME je analogická s entitou manifestace FRBR. To představuje zjevný rozchod s FRBR a katalogizačním kódem RDA (Resource Description and Access) založeným na FRBR. Původní model BIBFRAME však tvrdí, že nový model „může odrážet vztahy FRBR spíše ve formě grafu než jako hierarchické vztahy, po použití redukční techniky.“ Protože jak FRBR, tak BIBFRAME byly vyjádřeny v RDF, interoperabilita mezi těmito dvěma modely je technicky možná.

### Specifické formáty
Model BIBFRAME zahrnuje entitu série pro noviny, časopisy a další periodika. Několik problémů bránilo použití modelu pro katalogizaci periodik. BIBFRAME postrádá několik datových polí souvisejících se seriály dostupných v MARC.
Zpráva z roku 2014 byla optimistická ohledně vhodnosti BIBFRAME pro popis audio a video zdrojů, ale také vyjádřila znepokojení nad entitou díla, která není vhodná pro modelování určitých audio zdrojů.

## Implementace
- Knihovna Kongresu má webovou stránku se seznamem institucí, které experimentovaly s implementací BIBFRAME.[15]
- Colorado College's Tutt Library vytvořila několik experimentálních aplikací pomocí BIBFRAME, které byly hlášeny v roce 2013.[16]
- Ex Libris zveřejnila v roce 2017 plán implementace BIBFRAME do svých knihovních systémů, který zahrnuje transformaci MARC-na-BIBFRAME.[17]
- Švédská královská knihovna byla první národní knihovnou, která v roce 2018 plně přešla na BIBFRAME.[18]
- Knihovna University of Concepción v Chile je první latinskoamerickou univerzitní knihovnou, která začala v roce 2023 přecházet na BIBFRAME.[19]

## Související iniciativy a standardy
- RDA, FRBR, FRBRoo, FRAD a FRSAD jsou dostupné v RDF v Open Metadata Registry, registru metadat.[20]
- Projekt Schema Bib Extend, komunitní skupina sponzorovaná W3C, pracovala na rozšíření Schema.org, aby byla vhodná pro bibliografický popis.[21]